# Кушнерёв, Анатолий Николаевич
Анатолий Николаевич Кушнерёв (7 октября 1937, Сейтлер, Крымская АССР — 18 ноября 2005, Симферополь) — советский и украинский художник, работал в различных жанрах графики, проживал в Крыму. Член Союза художников УССР и позднее НСХУ. Заслуженный художник Автономной Республики Крым.

## Биография
Кушнерёв Анатолий Николаевич родился 07 октября 1937 года в Сейитле́ре, ныне посёлок Нижнегорский, Республика Крым. Окончил Крымское художественное училище имени Н. С. Самокиша в Симферополе в 1965 году, класс преподавателей А. Пузырькова, А. Шипова. Работал на Крымском художественно-производственном комбинате в Симферополе с 1970 по 2000 год. Член Союза художников УССР с 1989 года, позднее НСХУ. В 2002 году удостоен звания Заслуженного художника Автономной Республики Крым. Скончался 18 ноября 2005 года в Симферополе.

## Семья
- Жена — крымская художница-график Людмила Григорьевна Кушнерёва[2].
- Дочь — кандидат культурологии Наталья Золотухина.

## Творчество
Основное художественное направление — пейзажная графика. Участник областных, всеукраинских и международных художественных выставок с 1969 года. Персональные выставки художника прошли в Алупке (1990), Бахчисарае (2000, 2006 — посмертная, обе — Крым), Риме (1994), Симферополе (1995, 1997, 2004). Работы, выполненные в техниках офорта и акватинты, передают лирическую неповторимость крымских пейзажей. Некоторые из них хранятся в художественной коллекции Бахчисарайского историко-культурного заповедника.
Ряд работ художника хранит Симферопольский художественный музей.
В 2013 году в Симферополе в Доме художника прошла мемориальная выставка к 75-летию художника.
Основные работы: «Ранняя весна» (1986), «Белогорье» (1987), «В Крымских горах», «Вечер», «Долина в горах» (все — 1988), «Старая крепость» (1989), «Вечер в горах» (1995), « Гурзуфская бухта», «Гурзуфский двор» (обе — 1997), «Берега Гурзуфа» (1998), «Улица Гурзуфа» (1999); серии — «Горный Крым» (1995), «Гурзуф. Памяти К. Коровина», «Гурзуф. Памяти А. Чехова» (обе — 1997).